# منطقة رايجادا
رايجادا رمزها «RA» (بالإنجليزية: Rayagada)‏ ، هو تقسيم إداري لدولة الهند تتبع ولاية أوريسا (بالإنجليزية: Orissa)‏ ، مركزها هو مدينة رايجادا (بالإنجليزية: Rayagada)‏ عدد سكانها حسب تعداد سنة 2001 هو 823,019 ، مساحتها 7,585 كم² وكثافة السكان 109 لكل كم² .